# Dans mon corps
 (février 2025).
Si vous disposez d'ouvrages ou d'articles de référence ou si vous connaissez des sites web de qualité traitant du thème abordé ici, merci de compléter l'article en donnant les références utiles à sa vérifiabilité et en les liant à la section « Notes et références ».
Albums de Les Trois Accords
En beau country
(2008) J'aime ta grand-mère
Singles
1. Caméra vidéo
Sortie : Août 2009
2. Dans mon corps
Sortie : Décembre 2009
3. Le bureau du médecin
Sortie : Mars 2010
4. Elle s'appelait Serge
Sortie : Août 2010

Dans mon corps est le troisième album studio du groupe québécois Les Trois Accords, sorti le 13 octobre 2009. La chanson Caméra vidéo a connu du succès après la sortie de l'album.

## Liste des titres
| No  | Titre                  | Durée |
| --- | ---------------------- | ----- |
| 1.  | Dans mon corps         | 3:11  |
| 2.  | Ton pantalon est plein | 3:03  |
| 3.  | Caméra vidéo           | 3:59  |
| 4.  | Elle s'appelait Serge  | 2:51  |
| 5.  | Nuit de la poésie      | 3:32  |
| 6.  | Le bureau du médecin   | 3:36  |
| 7.  | Pull pastel            | 4:32  |
| 8.  | Pas capable d'arrêter  | 2:52  |
| 9.  | La lune                | 4:04  |
| 10. | Croquer des cous       | 6:01  |
| 11. | Club optimiste         | 3:30  |